# دهستان شیرآباد
دهستان شیرآباد یکی از دهستان های بخش گوهرکوه، شهرستان تفتان در استان سیستان و بلوچستان است.این دهستان در تاریخ ۱۳ آذر ۱۳۹۸ توسط مصوبه دولت تشکیل گردید.